# Task Force 11
Deux unités militaires américaines ont porté le nom de Task Force 11 ou TF 11.

## Dans les années 1940

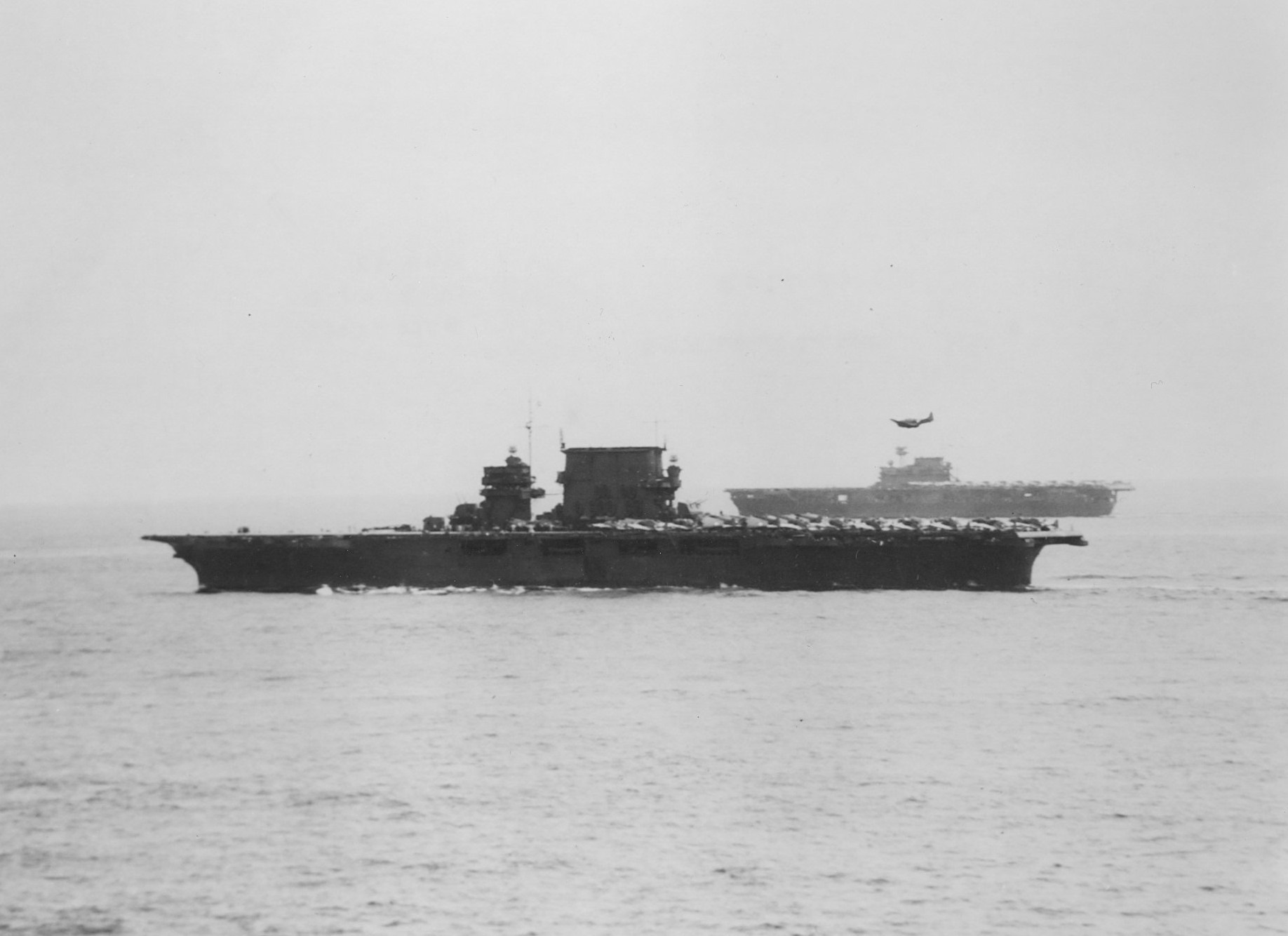
L' et l' en 1942.

La Task Force 11 ou TF 11 a été une task force de la United States Navy pendant la Seconde Guerre mondiale qui fut formée au tout début des campagnes du Pacifique.
La TF 11 a été d'abord constituée autour du Lexington, ensuite du Saratoga jusqu'à ce dernier soit endommagé par une torpille de la marine impériale japonaise en janvier 1942. Le Lexington redevint le centre de la TF 11 pendant la bataille de la mer de Corail jusqu'à ce que le Saratoga sorte de réparation.
La TF 11 forma, avec la TF 16 et la TF 18, la TF 61 et combattit dans la bataille des Salomon orientales en août 1942. Peu après celle-ci, le Saratoga fut à nouveau torpillé et envoyé en réparation, à la suite de quoi la TF 11 fut réduite au Lexington et quelques destroyers.
En septembre 1943, la TF 11 fut réorganisée autour des porte-avions de l'US Navy légers USS Princeton (CVL-23) et USS Belleau Wood (CVL-24) sous les ordres du vice amiral Willis Augustus Lee et participa aux opérations de débarquement sur l'île Baker et l'île Howland.
Début 1944, ces task groups TG 11.1 et 11.2, constitués de porte-avions d'escorte, participèrent aux opérations dans les îles Marshall.

## Dans les années 2000

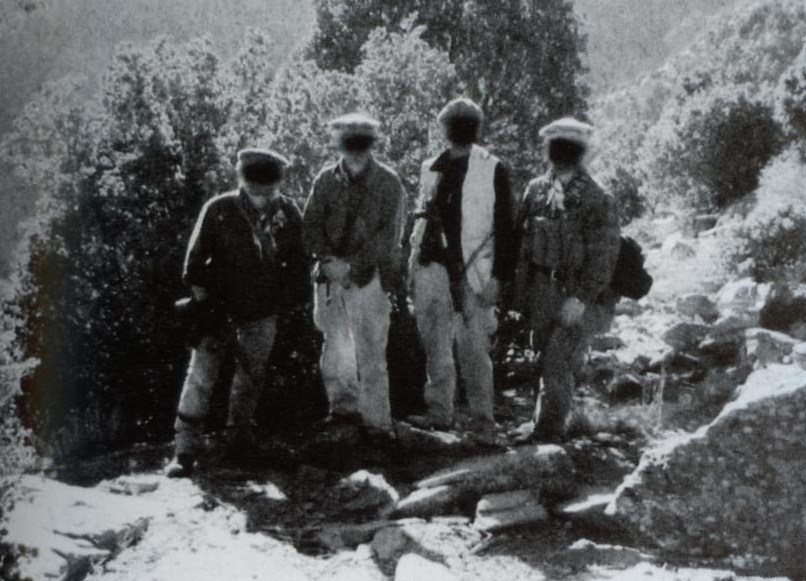
La première équipe américaine sur le site de bataille de Tora Bora lors de la traque de Ben Laden.

La TF 11, également appelée Task Force Sword, était une unité américaine de forces spéciales temporaire créée fin 2001, au début de la deuxième guerre d'Afghanistan et ayant pour mission de chercher et éliminer (en les capturant ou les tuant) les chefs importants des Talibans et d'Al-Qaïda dans le sud de l'Afghanistan, notamment lors de leur fuite vers le Pakistan.
Regroupant des éléments de la « Delta Force », du DEVGRU, de l'unité Gray Fox, des A et G Squadrons du 22 SAS Regiment et du C Squadron du SBS, cette unité opérait depuis des bases au Pakistan, de l'île omanaise de Masirah et du porte-avions USS Kitty Hawk, placée sous le commandement du Joint Special Operations Command.
L'unité aurait également opéré dans les zones tribales du Pakistan avec des agents pakistanais, où se seraient réfugiés de nombreux Talibans et membres d'Al-Qaïda après la conquête de la quasi-totalité de l'Afghanistan par les forces afghanes de l'Alliance du nord. Elle aurait notamment eu plusieurs tués le 26 juillet 2002 lors d'affrontements dans les zones tribales. Comme il semble qu'il y ait eu plusieurs unités opérant au Pakistan en 2002, il est difficile de savoir si c'est bien la TF 11 qui a mené l'essentiel des actions des forces spéciales au Pakistan.
La TF 11 semble avoir été désactivée en février 2003 ; la suite des opérations aurait été effectuée par la Task Force 5, créée à l'été 2003. Certains membres de la TF 11 auraient été intégrés dans la Task Force 121, chargée de l'élimination des principaux membres de la guérilla baasiste en Irak.